# Mapfre Stadium

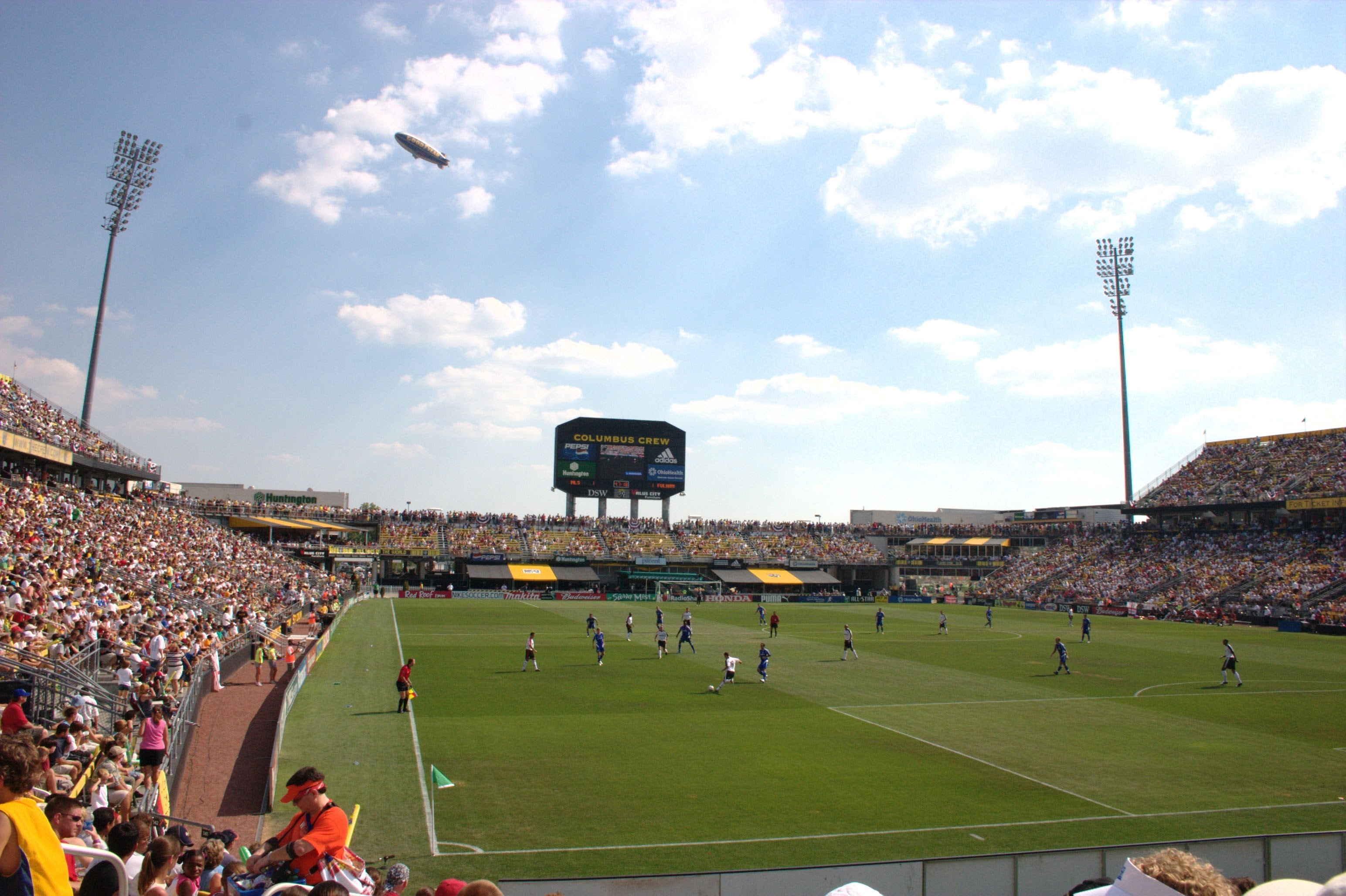
Columbus Crew Stadium.

Mapfre Stadium – wielofunkcyjny stadion w mieście Columbus w Stanach Zjednoczonych. Najczęściej używany jest jako stadion piłkarski, a swoje mecze rozgrywa na nim drużyna Columbus Crew. Stadion może pomieścić 22 555 widzów. Koszt budowy obiektu wyniósł 28 500 milionów dolarów. Pierwszy mecz został rozegrany w 1998.